# It's Not a Dream
«It's Not a Dream» es el primer sencillo de la cantautora irlandesa Sharon Corr, perteneciente a su álbum debut, titulado «Dream of you».
El 15 de julio de 2009 Sharon actuó en el programa de televisión «This Morning», habiendo sido invitada por el presentador Philip Schofield vía Twitter, para confirmar la salida de su disco en solitario y nuevo sencillo.
Sharon Corr actuó en el verano de 2009 en distintos estivales europeos tales como Isle of Wight y Glastonbury.
Según la web oficial de Sharon, It’s Not a Dream llegó al Top 100 de iTunes en cuestión de horas, gracias a las descargas digitales.
Además Sharon Corr ha colaborado con el cantante español, Álex Ubago, cantando y tocando el violín en el tercer sencillo de su disco Calle Ilusión, Amarrado a Ti. A su vez Álex Ubago también colaboró en el disco de Sharon con la canción Buenos Aires.

## Lanzamiento
| Región      | Fecha                | Discográfica               | Formato              |
| ----------- | -------------------- | -------------------------- | -------------------- |
| Irlanda     | 28 de agosto de 2009 | Bobbyjean Records          | Distribución digital |
| Reino Unido | 31 de agosto de 2009 | Bobbyjean/Binary To Finary | Distribución digital |

## Lista de temas
1. «It's Not A Dream» – 4:07 (distribución digital)

## Lista de ventas
| Listas              | Posición máxima |
| ------------------- | --------------- |
| Irish Singles Chart | 29              |
| UK Singles Chart    | 167             |